# Жоржи, Иван
Иван Жоржи (порт.-браз. Ivan Jorge; род. 7 ноября 1980) — бразильский боец смешанного стиля, представитель лёгкой весовой категории. Выступает на профессиональном уровне начиная с 2001 года, известен по участию в турнирах бойцовских организаций UFC, M-1 Global, Fight Nights Global, Jungle Fight и др. Владел титулом чемпиона Jungle Fight в лёгком весе.

## Биография
Иван Жоржи родился 7 ноября 1980 года. Занимался бразильским джиу-джитсу и лута-ливре, удостоился в обеих этих дисциплинах чёрных поясов. Тренировался в Флорианополисе в команде Тиагу Тавариса.

### Начало профессиональной карьеры
Дебютировал в смешанных единоборствах на профессиональном уровне в июне 2001 года, в первом же раунде заставил своего соперника сдаться с помощью «гильотины». Дрался в различных небольших бразильских промоушенах, во всех поединках неизменно оказывался победителем, но выходил на бои сравнительно редко. Так, в течение первых восьми лет спортивной карьеры одержал только 11 побед.
Первое в профессиональной карьере поражение потерпел в декабре 2009 года на турнире M-1 Global, техническим нокаутом во втором раунде уступил россиянину Юрию Ивлеву.
Значительный подъём в его спортивной карьере произошёл после присоединения к большой бразильской организации Jungle Fight, где он одержал в общей сложности пять побед, в том числе завоевал титул чемпиона в лёгкой весовой категории.

### Ultimate Fighting Championship
Имея в послужном списке 24 победы и только лишь три поражения, Жоржи привлёк к себе внимание крупнейшей бойцовской организации мира Ultimate Fighting Championship и в августе 2013 года подписал с ней контракт на четыре боя. Дебютировал в октагоне UFC в сентябре того де года, заменив травмировавшегося соотечественника Марселу Гимарайнса в бою с американцем Китом Вишневски — выиграл этот поединок единогласным решением судей.
В феврале 2014 года вышел в клетку против соотечественника Родригу Дамма, но на сей раз уступил единогласным решением. Год спустя встретился с американцем Джошем Шокли — бой снова продлился всё отведённое время, и на сей раз судьи отдали победу его сопернику.
Последний по контракту бой состоялся в июле 2015 года, в поединке с ирландцем Джозефом Даффи вынужден был сдаться, попавшись в первом раунде в «треугольник». На этом поражении его сотрудничество с организацией подошло к концу.

### Дальнейшая карьера
Покинув UFC, Жоржи продолжил выступать в ММА, в частности в апреле 2016 года выступил на турнире Fight Nights Global в России, где был нокаутирован россиянином Ахмедом Алиевым.

## Статистика в профессиональном ММА
| Боёв 34  | Побед 26 | Поражений 8 |
| -------- | -------- | ----------- |
| Нокаутом | 3        | 5           |
| Сдачей   | 13       | 1           |
| Решением | 10       | 2           |

| Результат | Рекорд | Соперник             | Способ                     | Турнир                               | Дата             | Раунд | Время | Место                        | Примечание                                         |
| --------- | ------ | -------------------- | -------------------------- | ------------------------------------ | ---------------- | ----- | ----- | ---------------------------- | -------------------------------------------------- |
| Поражение | 26-8   | Паулу Буэну          | TKO (отказ)                | Aspera Fighting Championship 55      | 12 августа 2017  | 1     | 5:00  | Маринга, Бразилия            |                                                    |
| Поражение | 26-7   | Муслим Салихов       | KO (ногой с разворота)     | Kunlun Fight: Cage Fight Series 6    | 21 окт 2016      | 1     | 1:00  | Иу, Китай                    |                                                    |
| Поражение | 26-6   | Ахмед Алиев          | KO (удар рукой)            | Fight Nights Global 45               | 22 апреля 2016   | 2     | 4:28  | Уфа, Россия                  |                                                    |
| Поражение | 26-5   | Джозеф Даффи         | Сдача (треугольник)        | UFC Fight Night: Bisping vs. Leites  | 18 июля 2015     | 1     | 3:05  | Глазго, Шотландия            |                                                    |
| Победа    | 26-4   | Джош Шокли           | Единогласное решение       | UFC Fight Night: Bigfoot vs. Mir     | 22 февраля 2015  | 3     | 5:00  | Порту-Алегри, Бразилия       |                                                    |
| Поражение | 25-4   | Родригу Дамм         | Единогласное решение       | UFC Fight Night: Machida vs. Mousasi | 15 февраля 2014  | 3     | 5:00  | Жарагуа-ду-Сул, Бразилия     |                                                    |
| Победа    | 25-3   | Кит Вишневски        | Единогласное решение       | UFC Fight Night: Teixeira vs. Bader  | 4 сентября 2013  | 3     | 5:00  | Белу-Оризонти, Бразилия      |                                                    |
| Победа    | 24-3   | Лусиу Абреу          | Сдача (удушение сзади)     | Jungle Fight 54                      | 29 июня 2013     | 1     | 2:10  | Сан-Паулу, Бразилия          | Выиграл титул чемпиона Jungle Fight в лёгком весе. |
| Победа    | 23-3   | Линдеклесиу Оливейра | Сдача (удушение сзади)     | Jungle Fight 48                      | 25 января 2013   | 1     | 3:35  | Сан-Паулу, Бразилия          |                                                    |
| Победа    | 22-3   | Джовани Салвиану     | Сдача (гильотина)          | Jungle Fight 42                      | 18 августа 2012  | 1     | 1:35  | Сан-Паулу, Бразилия          |                                                    |
| Победа    | 21-3   | Эрмессон Кейрос      | Сдача (удушение сзади)     | Heroes 2                             | 9 июня 2012      | 1     | 1:14  | Сан-Жозе, Бразилия           |                                                    |
| Победа    | 20-3   | Ари Сантус           | Сдача (удушение сзади)     | Jungle Fight 37                      | 31 марта 2012    | 2     | 4:28  | Сан-Паулу, Бразилия          |                                                    |
| Победа    | 19-3   | Родригу Кавальейру   | Сдача (треугольник руками) | Floripa Fight 8                      | 10 марта 2012    | 2     | N/A   | Флорианополис, Бразилия      |                                                    |
| Поражение | 18-3   | Андре Сантус         | Единогласное решение       | Bitetti Combat 10                    | 15 октября 2011  | 3     | 5:00  | Рио-де-Жанейро, Бразилия     |                                                    |
| Победа    | 18-2   | Кристиан Цимер       | Сдача (удары руками)       | Sao Jose Super Fight 1               | 1 октября 2011   | 1     | 0:16  | Сан-Жозе, Бразилия           |                                                    |
| Победа    | 17-2   | Вандерлей Фернандис  | Сдача (гильотина)          | Black Trunk Fight 2                  | 15 мая 2011      | 1     | 1:36  | Флорианополис, Бразилия      |                                                    |
| Победа    | 16-2   | Фабиану Киллер       | Сдача (удушение сзади)     | Floripa Fight 7                      | 12 марта 2011    | 1     | 1:12  | Флорианополис, Бразилия      |                                                    |
| Победа    | 15-2   | Марко Кастаньейра    | Сдача (анаконда)           | Nitrix Champion Fight 6              | 19 февраля 2011  | 1     | 4:32  | Бруски, Бразилия             |                                                    |
| Поражение | 14-2   | Луис Сантус          | KO (удар коленом)          | Amazon Fight 5                       | 14 октября 2010  | 1     | 0:52  | Белен, Бразилия              |                                                    |
| Победа    | 14-1   | Луис Сержиу Мелу     | Единогласное решение       | Platinum Fight Brazil 3              | 20 мая 2010      | 3     | 5:00  | Сан-Паулу, Бразилия          |                                                    |
| Победа    | 13-1   | Даниел Акасиу        | Единогласное решение       | Floripa Fight 6                      | 20 марта 2010    | 3     | 5:00  | Флорианополис, Бразилия      |                                                    |
| Победа    | 12-1   | Марио Сартори        | Единогласное решение       | Warrior’s Challenge 4                | 30 декабря 2009  | 3     | 5:00  | Порту-Белу, Бразилия         |                                                    |
| Поражение | 11-1   | Юрий Ивлев           | TKO (удары руками)         | M-1 Challenge 20: 2009 Finals        | 3 декабря 2009   | 2     | 4:11  | Рио-де-Жанейро, Бразилия     |                                                    |
| Победа    | 11-0   | Кауэ Дудус           | TKO (удары руками)         | Nitrix Show Fight 3                  | 14 ноября 2009   | 2     | 4:43  | Итажаи, Бразилия             |                                                    |
| Победа    | 10-0   | Стив Магдалено       | Единогласное решение       | M-1 Challenge 19: 2009 Semifinals    | 26 сентября 2009 | 3     | 5:00  | Ростов-на-Дону, Россия       |                                                    |
| Победа    | 9-0    | Жадисон Коста        | KO (удары руками)          | Blackout FC 3                        | 5 сентября 2009  | 1     | N/A   | Балнеариу-Камбориу, Бразилия |                                                    |
| Победа    | 8-0    | Родригу Фрейтас      | Раздельное решение         | WFC Pozil Challenge                  | 1 августа 2009   | 3     | 5:00  | Грамаду, Бразилия            |                                                    |
| Победа    | 7-0    | Аримарсел Сантус     | TKO (остановлен врачом)    | Nitrix Show Fight 2                  | 16 мая 2009      | 2     | 5:00  | Жоинвили, Бразилия           |                                                    |
| Победа    | 6-0    | Валдир Линарис       | Сдача (гильотина)          | Hombres de Honor 7                   | 8 ноября 2008    | 1     | 4:16  | Барселона, Испания           |                                                    |
| Победа    | 5-0    | Андриус Убалду       | Решение судей              | Jungle Fight 5                       | 26 ноября 2005   | 3     | 5:00  | Манаус, Бразилия             |                                                    |
| Победа    | 4-0    | Фабиу Тигран         | Сдача (удушение сзади)     | Shooto Brazil Never Shake            | 23 октября 2004  | 3     | N/A   | Сан-Паулу, Бразилия          |                                                    |
| Победа    | 3-0    | Алешандри Баррус     | Единогласное решение       | Meca World Vale Tudo 11              | 5 июня 2004      | 3     | 5:00  | Рио-де-Жанейро, Бразилия     |                                                    |
| Победа    | 2-0    | Рафаел Фрейтас       | Раздельное решение         | Meca World Vale Tudo 9               | 1 августа 2003   | 3     | 5:00  | Рио-де-Жанейро, Бразилия     |                                                    |
| Победа    | 1-0    | Карлус Баруш         | Сдача (гильотина)          | Heroes 2                             | 30 июня 2001     | 1     | N/A   | Рио-де-Жанейро, Бразилия     |                                                    |